# Nasdaq, Inc.
Nasdaq, Inc. (ранее NASDAQ OMX Group, Inc.) — американская компания, владелец биржи Nasdaq и ещё 8 европейских бирж, выкупленных в 2007 году в составе концерна OMX Group, ныне — Nasdaq Nordic.
Штаб-квартира компании располагается в Нью-Йорке, США. Президент компании — Адена Фридман. Крупнейшая доля в компании принадлежит семейству Валленбергов через инвестиционную компанию Investor AB.

## Собственность
- Nasdaq (Нью-Йорк)
- Армянская фондовая биржа (Ереван)
- Копенгагенская фондовая биржа
- Фондовая биржа Хельсинки
- Исландская фондовая биржа (Рейкьявик)
- Рижская фондовая биржа
- Стокгольмская фондовая биржа
- Таллинская фондовая биржа
- Вильнюсская фондовая биржа